# Neuseeländische Frauen-Cricket-Nationalmannschaft in Australien in der Saison 2011/12
Die Tour der neuseeländischen Cricket-Nationalmannschaft nach Australien in der Saison 2011/12 fand vom 20. Januar bis zum 3. Februar 2012 statt. Die internationale Cricket-Tour war Bestandteil der Internationalen Cricket-Saison 2011/12 und umfasste drei WODIs und fünf WTwenty20s. Australien gewann die die WODI-Serie 1–0 und die WTwenty20-Serie 4–1.

## Vorgeschichte
Für beide Mannschaften war es die erste Tour der Saison.
Das letzte Aufeinandertreffen der beiden Mannschaften bei einer Tour fand in der Saison 2011 in Australien statt.

## Stadien
Die folgenden Stadien wurden für die Tour als Austragungsort vorgesehen.
| Stadion                                 | Stadt     | Kapazität | Spiele       |
| --------------------------------------- | --------- | --------- | ------------ |
| Melbourne Cricket Ground                | Melbourne | 100.024   | 5. WT20      |
| ANZ Stadium                             | Sydney    | 82.500    | 4. WT20      |
| Blacktown International Sportspark Oval | Sydney    | 10.000    | 2. & 3. WODI |
| North Sydney Oval                       | Sydney    | 16.500    | 1. – 3. WT20 |
| Sydney Cricket Ground                   | Sydney    | 48.000    | 1. WODI      |

## Kaderlisten
Neuseeland benannte seine Kader am 4. Januar 2012.
Australien benannte seine Kader am 5. Januar 2012.
| WODI | WODI | WTwenty20 | WTwenty20 |
| Australien | Neuseeland | Australien | Neuseeland |
| --- | --- | --- | --- |
| - Jodie Fields (K, wk) - Alex Blackwell - Sarah Coyte - Jess Duffin - Rachael Haynes - Alyssa Healy - Julie Hunter - Jess Jonassen - Meg Lanning - Sharon Millanta - Erin Osborne - Ellyse Perry - Leah Poulton - Clea Smith - Lisa Sthalekar | - Aimee Watkins (K) - Suzie Bates - Rachel Candy - Lucy Doolan - Kate Ebrahim - Maddy Green - Frances Mackay - Katey Martin (wk) - Sara McGlashan - Morna Nielsen - Katie Perkins - Liz Perry - Amy Satterthwaite - Sian Ruck - Lea Tahuhu | - Jodie Fields (K, wk) - Alex Blackwell - Sarah Coyte - Jess Duffin - Rachael Haynes - Alyssa Healy - Julie Hunter - Jess Jonassen - Meg Lanning - Sharon Millanta - Erin Osborne - Ellyse Perry - Leah Poulton - Clea Smith - Lisa Sthalekar | - Aimee Watkins (K) - Suzie Bates - Rachel Candy - Lucy Doolan - Kate Ebrahim - Maddy Green - Frances Mackay - Katey Martin (wk) - Sara McGlashan - Morna Nielsen - Katie Perkins - Liz Perry - Amy Satterthwaite - Sian Ruck - Lea Tahuhu |

## Women’s Twenty20 Internationals

### Erstes WTwenty20 in Sydney
| 20. Januar Scorecard | Sydney (NSO) | Neuseeland 145-7 (20)            | – | Australien 148-6 (19.5) |
|                      |              | Australien gewinnt mit 4 Wickets |   |                         |

Australien gewann den Münzwurf und entschied sich als Feldmannschaft zu beginnen. Als Spielerin des Spiels wurde Jess Duffin ausgezeichnet.

### Zweites WTwenty20 in Sydney
| 20. Januar Scorecard | Sydney (NSO) | Australien 128-5 (20)          | – | Neuseeland 69 (17.1) |
|                      |              | Australien gewinnt mit 59 Runs |   |                      |

Neuseeland gewann den Münzwurf und entschied sich als Feldmannschaft zu beginnen. Als Spielerin des Spiels wurde Lisa Sthalekar ausgezeichnet.

### Drittes WTwenty20 in Sydney
| 20. Januar Scorecard | Sydney (NSO) | Australien 134-8 (20)         | – | Neuseeland 127-8 (20) |
|                      |              | Australien gewinnt mit 7 Runs |   |                       |

Australien gewann den Münzwurf und entschied sich als Schlagmannschaft zu beginnen. Als Spielerin des Spiels wurde Lisa Sthalekar ausgezeichnet.

### Viertes WTwenty20 in Sydney
| 1. Februar Scorecard | Sydney (ANZ) | Australien 92-7 (18/18)          | – | Neuseeland 95-4 (17.1/18) |
|                      |              | Neuseeland gewinnt mit 6 Wickets |   |                           |

Australien gewann den Münzwurf und entschied sich als Schlagmannschaft zu beginnen. Als Spielerin des Spiels wurde Suzie Bates ausgezeichnet.

### Fünftes WTwenty20 in Melbourne
| 3. Februar Scorecard | Melbourne | Australien 129-7 (20)          | – | Neuseeland 109-7 (20) |
|                      |           | Australien gewinnt mit 20 Runs |   |                       |

Australien gewann den Münzwurf und entschied sich als Schlagmannschaft zu beginnen. Als Spielerin des Spiels wurde Ellyse Perry ausgezeichnet.

## Women’s One-Day Internationals

### Erstes WODI in Sydney
| 25. Januar Scorecard | Sydney (SCG) | Neuseeland 100-2 (22.3) | – | Australien |
|                      |              | No Result               |   |            |

Australien gewann den Münzwurf und entschied sich als Schlagmannschaft zu beginnen. Spiel wurde auf Grund von einsetzenden Regenfällen abgebrochen.

### Zweites WODI in Sydney
| 27. Januar Scorecard | Sydney (BIS) | Australien     | – | Neuseeland |
|                      |              | Spiel abgesagt |   |            |

Spiel auf Grund von Regen abgesagt.

### Drittes WODI in Sydney
| 29. Januar Scorecard | Sydney (BIS) | Neuseeland 125 (39.1)            | – | Australien 126-1 (16.4) |
|                      |              | Australien gewinnt mit 9 Wickets |   |                         |

Neuseeland gewann den Münzwurf und entschied sich als Schlagmannschaft zu beginnen. Als Spielerin des Spiels wurde Julie Hunter ausgezeichnet.

## Auszeichnungen

### Player of the Series
Als Player of the Series wurden der folgende Spieler ausgezeichnet.
| Serie | Player of the Series |
| ----- | -------------------- |
| WODI  | Julie Hunter         |
| WT20  | Lisa Sthalekar       |

### Player of the Match
Als Player of the Match wurden die folgenden Spielerinnen ausgezeichnet.
| Spiel   | Player of the Match |
| ------- | ------------------- |
| 1. WODI | –                   |
| 2. WODI | –                   |
| 3. WODI | Julie Hunter        |
| 1. WT20 | Jess Duffin         |
| 2. WT20 | Lisa Sthalekar      |
| 3. WT20 | Lisa Sthalekar      |
| 4. WT20 | Suzie Bates         |
| 5. WT20 | Ellyse Perry        |